# Oko (sistema satellitare)
L'Oko (in russo Око?, ossia "Occhio"), è un sistema di prima allerta russo (e precedentemente sovietico) basato su una costellazione di satelliti posti in orbite Molniya e geosincrona. I satelliti del sistema Oko sono utilizzati per rilevare il lancio di missili balistici attraverso la rilevazione agli infrarossi dei gas di scarico prodotti dai loro motori e sono complementari agli altri sistemi di prima allerta come i radar Daryal, Dnepr e Voronezh. Le informazioni fornite dai satelliti vengono poi passate al sistema ABM A-135, un sistema antimissile balistico progettato per intercettare e distruggere i missili balistici nella fase finale di discesa attualmente schierato alla periferia di Mosca.

A partire dal settembre 1972 e fino al 2012 il sistema ha utilizzato un totale di 101 satelliti mentre a partire dal 2015 è iniziata la sua sostituzione con il sistema satellitare EKS.

## Storia
Lo sviluppo del sistema Oko, oggi gestito dalle forze aerospaziali russe, iniziò nei primi anni 1970 da parte dell'ufficio progettazione dell'istituto nazionale di ricerca sovietico, che poi diventerà il TsNII Kometa, sotto la direzione di A. I. Savin, mentre la progettazione dei satelliti veri e propri fu effettuata dalla NPO Lavochkin. Il primo satellite della costellazione, identificato come Cosmos 520, fu lanciato il 19 settembre 1972 ma fu solo nel 1978 che il sistema divenne operativo e nel 1982 che esso venne messo in servizio. Il 26 settembre 1983 il sistema sperimentò un grave malfunzionamento quando scambiò il riflesso della luce solare su alcune nubi di alta quota per un attacco missilistico proveniente dalla base di Malmstrom, in Montana. Fortunatamente Stanislav Petrov, al tempo ufficiale di servizio al bunker Serpukhov 15, con il compito di monitorare il sistema satellitare interpretando e verificandone i dati, intuì che quello che aveva davanti era un falso allarme basandosi sia sulla sua conoscenza del sistema Oko, sia sul fatto che i dati satellitari non erano stati corroborati dai sistemi radar, sia sul fatto che ritenne inverosimile che un vero attacco nucleare fosse portato dagli USA con un solo missile.
La grande maggioranza dei satelliti del sistema Oko, ben 86 su 101, sono satelliti della prima generazione del modello US-K operanti su orbite Molniya. Si tratta di satelliti dalla forma cilindrica, alti circa 2 m e dal diametro di 1,7 m, pesanti circa 1250 kg senza carburante e dotati di sedici motori per il controllo di assetto e di altri quattro per le manovre. Tra le strumentazioni dei satelliti, alimentati da due pannelli solari che forniscono un totale di 2,8 kW, spicca un telescopio a infrarossi pesante 350 kg, lungo 4 metri e con uno specchio del diametro di 50 cm, costantemente puntato verso la Terra e coadiuvato da altri telescopi più piccoli che consentono di avere una visione più ampia.
Dal modello US-K fu poi derivato il modello US-KS, ottimizzato per operare su orbite geosincrone, che fu utilizzato per sette satelliti lanciati a partire dal 1975. Con una legge del 3 settembre 1979, il governo sovietico diede il via libera alla creazione della seconda generazione di satelliti per il sistema Oko, chiamati US-KMO, che furono utilizzati a partire dal 1991 e la cui vita utile era stimata dai 5 ai 7 anni. Rispetto al telescopio dei satelliti US-K, quello del modello US-KMO è più lungo di 0,5 metri e ha uno specchio largo il doppio.
I satelliti US-K furono lanciati dal cosmodromo di Pleseck utilizzando razzi vettori Molnija-M dotati di un quarto e ultimo stadio modello Blok 2BL. I satelliti US-KS e US-KMO, operanti in orbite geosincrone, furono invece lanciati dal cosmodromo di Bajkonur utilizzando razzi Proton dotati di un ultimo stadio modello DM o DM-2.
Come detto, il primo US-K, identificato come Cosmos 520, fu lanciato il 19 settembre 1972, mentre l'ultimo, il Cosmos 2469, fu lanciato il 30 settembre 2010; il primo US-KMO, il Cosmos 2133, fu invece lanciato il 14 febbraio 1991, e l'ultimo, il Cosmos 2479, il 30 marzo 2012.
La vita dei satelliti risultò essere estremamente breve, tanto che dei primi tredici satelliti lanciati tra il 1972 e il 1979, solo sette funzionarono per più di 100 giorni. Il tutto era dovuto al fatto che i satelliti erano dotati di un sistema di autodistruzione che si attivava automaticamente quando il satellite perdeva la comunicazione con la stazione di terra, per questo, nel 1983 l'Unione Sovietica decise di disattivare tale dispositivo, quando già 11 satelliti su 31 erano andati persi per questo motivo.
Il sistema Oko ha bisogno di avere almeno 4 satelliti attivi per poter mantenere una copertura 24 ore su 24 di tutta al Terra. Con il passare del tempo e la dismissione dei vari satelliti, il sistema ha quindi via via perso la sua piena operatività, così, ad esempio a partire dal febbraio 2010, con la messa fuori operatività del Cosmos 2440, i satelliti attivi erano rimasti soltanto due. Da allora sono stati messi in orbita altri due satelliti, l'ultimo dei quali, il Cosmos 2479, è stato lanciato nel 2012 ma ha smesso di funzionare solo due anni dopo, nell'aprile 2014, lasciando nuovamente il sistema con due soli satelliti attivi. A partire dal 2015 è infine iniziata la sostituzione del sistema Oko con il nuovo sistema EKS che, alla fine del suo sviluppo, dovrebbe contare un totale di 80 satelliti.

## Strutture di controllo
Il sistema Oko ha due centrali di controllo a terra. La centrale occidentale si trova nel bunker Serpukhov-15 (in russo  Серпухов-15?), vicino al villaggio di Kurilovo, alla periferia di Mosca, mentre quella orientale è nel bunker Pivan-1 (in russo  Пивань-1?), vicino alla città di Komsomol'sk-na-Amure, nell'Estremo Oriente Russo.
Il 10 maggio 2001 all'interno della base Serpukhov-15 si sviluppò un incendio talmente grave che il contatto con i satelliti (all'epoca erano presenti sei satelliti US-K in orbita Molniya) fu perso per 12 ore, mentre la base tornò in piena solo il 20 agosto dello stesso anno. Poiché i satelliti hanno necessità di avere un contatto con una base a terra ogni 2 o 3 orbite al fine di mantenere la propria orbita, a causa dell'incendio quattro di loro andarono persi, due (il Cosmos 2340 e il Cosmos 2351) immediatamente e due (il Cosmos 2368 e il Cosmos 2342) dopo meno di un anno.

## Satelliti
Di seguito una lista dei satelliti che hanno fatto o fanno ancora parte del sistema Oko.
| Satellite   | Tipo   | Data di lancio (UTC)       | Razzo vettore | Sito di lancio                       | Orbita         | Fine operatività | Data di rientro   | Note |
| ----------- | ------ | -------------------------- | ------------- | ------------------------------------ | -------------- | ---------------- | ----------------- | --- |
| Cosmos 520  | US-K   | 19 settembre 1972 19:19:03 | Molnija-M/2BL | Cosmodromo di Plesetsk - sito 41/1   | HEO 4          | Sconosciuta      | In orbita         | |
| Cosmos 606  | US-K   | 2 novembre 1973 13:01:56   | Molnija-M/2BL | Cosmodromo di Plesetsk - sito 41/1   | HEO 4          | Aprile 1974      | In orbita         | |
| Cosmos 665  | US-K   | 29 giugno 1974 15:59:58    | Molnija-M/2BL | Cosmodromo di Plesetsk - sito 41/1   | HEO 2          | Settembre 1975   | 6 luglio 1990     | |
| Cosmos 706  | US-K   | 30 gennaio 1975 15:02      | Molnija-M/2BL | Cosmodromo di Plesetsk - sito 41/1   | HEO 7          | Novembre 1975    | In orbita         | |
| Cosmos 775  | US-KS  | 8 ottobre 1975 00:30:00    | Proton-K/DM   | Cosmodromo di Bajkonur - sito 81/23  | GEO            | Ottobre 1975     | In orbita         | Mai entrato in servizio. |
| Cosmos 862  | US-K   | 22 ottobre 1976 09:12      | Molnija-M/2BL | Cosmodromo di Plesetsk - sito 43/4   | HEO 5          | Marzo 1977       | In orbita         | |
| Cosmos 903  | US-K   | 11 aprile 1977 01:38       | Molnija-M/2BL | Cosmodromo di Plesetsk - sito 43/3   | HEO 7          | Giugno 1978      | In orbita         | |
| Cosmos 917  | US-K   | 16 giugno 1977 01:58       | Molnija-M/2BL | Cosmodromo di Plesetsk - sito 43/4   | HEO 9          | Marzo 1979       | In orbita         | |
| Cosmos 931  | US-K   | 20 luglio 1977 04:44       | Molnija-M/2BL | Cosmodromo di Plesetsk - sito 43/4   | HEO 2          | Ottobre 1977     | In orbita         | Mai entrato in servizio. |
| Cosmos 1024 | US-K   | 28 giugno 1978 02:59       | Molnija-M/2BL | Cosmodromo di Plesetsk - sito 43/3   | HEO 2          | Maggio 1980      | In orbita         | |
| Cosmos 1030 | US-K   | 6 settembre 1978 03:04     | Molnija-M/2BL | Cosmodromo di Plesetsk - sito 43/4   | HEO 4          | Ottobre 1978     | 17 agosto 2004    | Mai entrato in servizio. |
| Cosmos 1109 | US-K   | 27 giugno 1979 18:11       | Molnija-M/2BL | Cosmodromo di Plesetsk - sito 41/1   | HEO 9          | Febbraio 1980    | In orbita         | Mai entrato in servizio. |
| Cosmos 1124 | US-K   | 28 agosto 1979 00:17       | Molnija-M/2BL | Cosmodromo di Plesetsk - sito 43/4   | HEO 4          | Settembre 1979   | In orbita         | Mai entrato in servizio. |
| Cosmos 1164 | US-K   | 12 febbraio 1980 00:53     | Molnija-M/2BL | Cosmodromo di Plesetsk - sito 43/4   | HEO 9          | 12 febbraio 1980 | 12 febbraio 1980  | A causa di un malfunzionamento nell'accensione dello stadio Blok 2BL, il lanciò fallì e il satellite non arrivò mai in orbita.                         |
| Cosmos 1172 | US-K   | 12 aprile 1980 20:18       | Molnija-M/2BL | Cosmodromo di Plesetsk - sito 41/1   | HEO 9          | Aprile 1982      | 26 dicembre 1997  | |
| Cosmos 1188 | US-K   | 14 giugno 1980 20:52       | Molnija-M/2BL | Cosmodromo di Plesetsk - sito 43/3   | HEO 2          | Ottobre 1980     | In orbita         | |
| Cosmos 1191 | US-K   | 2 luglio 1980 00:54        | Molnija-M/2BL | Cosmodromo di Plesetsk - sito 41/1   | HEO 4          | Maggio 1981      | In orbita         | |
| Cosmos 1217 | US-K   | 24 ottobre 1980 10:53      | Molnija-M/2BL | Cosmodromo di Plesetsk - sito 41/1   | HEO 2          | Marzo 1983       | In orbita         | |
| Cosmos 1223 | US-K   | 27 novembre 1980 21:37     | Molnija-M/2BL | Cosmodromo di Plesetsk - sito 41/1   | HEO 7          | Agosto 1982      | In orbita         | |
| Cosmos 1247 | US-K   | 19 febbraio 1981 10:00     | Molnija-M/2BL | Cosmodromo di Plesetsk - sito 16/2   | HEO 5          | Ottobre 1981     | In orbita         | |
| Cosmos 1261 | US-K   | 31 marzo 1981 09:40        | Molnija-M/2BL | Cosmodromo di Plesetsk - sito 41/1   | HEO 6          | Maggio 1981      | In orbita         | |
| Cosmos 1278 | US-K   | 19 giugno 1981 19:37:04    | Molnija-M/2BL | Cosmodromo di Plesetsk - sito 43/3   | HEO 4          | Luglio 1984      | 2 settembre 2000  | |
| Cosmos 1285 | US-K   | 4 agosto 1981 00:13        | Molnija-M/2BL | Cosmodromo di Plesetsk - sito 16/2   | HEO 6          | Novembre 1981    | In orbita         | Mai entrato in servizio. |
| Cosmos 1317 | US-K   | 31 ottobre 1981 22:54      | Molnija-M/2BL | Cosmodromo di Plesetsk - sito 16/2   | HEO 9          | Gennaio 1984     | In orbita         | |
| Cosmos 1341 | US-K   | 3 marzo 1982 05:44:38      | Molnija-M/2BL | Cosmodromo di Plesetsk - sito 16/2   | HEO 5          | Febbraio 1984    | In orbita         | |
| Cosmos 1348 | US-K   | 7 aprile 1982 13:42        | Molnija-M/2BL | Cosmodromo di Plesetsk - sito 16/2   | HEO 9          | Luglio 1984      | In orbita         | |
| Cosmos 1367 | US-K   | 20 maggio 1982 13:09       | Molnija-M/2BL | Cosmodromo di Plesetsk - sito 41/1   | HEO 1          | Settembre 1984   | In orbita         | |
| Cosmos 1382 | US-K   | 25 giugno 1982 02:28       | Molnija-M/2BL | Cosmodromo di Plesetsk - sito 43/3   | HEO 7          | Settembre 1984   | In orbita         | |
| Cosmos 1409 | US-K   | 22 settembre 1982 06:23    | Molnija-M/2BL | Cosmodromo di Plesetsk - sito 16/2   | HEO 2          | Gennaio 1987     | 8 giugno 2009     | |
| Cosmos 1456 | US-K   | 25 aprile 1983 19:34       | Molnija-M/2BL | Cosmodromo di Plesetsk - sito 16/2   | HEO 4          | Agosto 1983      | 11 maggio 1998    | |
| Cosmos 1481 | US-K   | 8 luglio 1983 19:21        | Molnija-M/2BL | Cosmodromo di Plesetsk - sito 43/3   | HEO 6          | 9 luglio 1983    | In orbita         | Mai entrato in servizio. |
| Cosmos 1518 | US-K   | 28 dicembre 1983 03:48     | Molnija-M/2BL | Cosmodromo di Plesetsk - sito 16/2   | HEO 5          | Giugno 1984      | 19 settembre 1998 | |
| Cosmos 1541 | US-K   | 6 marzo 1984 17:10         | Molnija-M/2BL | Cosmodromo di Plesetsk - sito 16/2   | HEO 3          | Ottobre 1985     | In orbita         | |
| Cosmos 1546 | US-KS  | 29 marzo 1984 05:53        | Proton-K/DM   | Bajkonur 40- sito 200/40             | GEO 1 & 4      | Novembre 1986    | In orbita         | |
| Cosmos 1547 | US-K   | 4 aprile 1984 01:40:04     | Molnija-M/2BL | Cosmodromo di Plesetsk - sito 16/2   | HEO 7          | Agosto 1985      | In orbita         | |
| Cosmos 1569 | US-K   | 6 giugno 1984 15:34        | Molnija-M/2BL | Cosmodromo di Plesetsk - sito 16/2   | HEO 5          | Gennaio 1986     | 7 maggio 2001     | |
| Cosmos 1581 | US-K   | 3 luglio 1984 21:31        | Molnija-M/2BL | Cosmodromo di Plesetsk - sito 43/4   | HEO 8          | Agosto 1985      | In orbita         | |
| Cosmos 1586 | US-K   | 2 agosto 1984 08:38        | Molnija-M/2BL | Cosmodromo di Plesetsk - sito 16/2   | HEO 4          | Aprile 1985      | In orbita         | |
| Cosmos 1596 | US-K   | 7 settembre 1984 19:13     | Molnija-M/2BL | Cosmodromo di Plesetsk - sito 16/2   | HEO 9          | Novembre 1986    | In orbita         | |
| Cosmos 1604 | US-K   | 4 ottobre 1984             | Molnija-M/2BL | Cosmodromo di Plesetsk - sito 16/2   | HEO 1          | Settembre 1985   | In orbita         | |
| Cosmos 1629 | US-KS  | 21 febbraio 1985 07:57     | Proton-K/DM   | Cosmodromo di Bajkonur - sito 200/39 | GEO 4, 3 & 1   | Gennaio 1987     | In orbita         | |
| Cosmos 1658 | US-K   | 11 giugno 1985 14:27       | Molnija-M/2BL | Cosmodromo di Plesetsk - sito 41/1   | HEO 6          | Settembre 1987   | 12 novembre 2005  | |
| Cosmos 1661 | US-K   | 18 giugno 1985 00:40:26    | Molnija-M/2BL | Cosmodromo di Plesetsk - sito 16/2   | HEO            | Ottobre 1989     | In orbita         | Mai entrato in servizio. |
| Cosmos 1675 | US-K   | 12 agosto 1985 15:09       | Molnija-M/2BL | Cosmodromo di Plesetsk - sito 16/2   | HEO 8          | Gennaio 1986     | In orbita         | |
| Cosmos 1684 | US-K   | 24 settembre 1985 01:18:10 | Molnija-M/2BL | Cosmodromo di Plesetsk - sito 43/4   | HEO 4          | Marzo 1989       | In orbita         | |
| Cosmos 1687 | US-K   | 30 settembre 1985 19:23    | Molnija-M/2BL | Cosmodromo di Plesetsk - sito 16/2   | HEO 2          | Settembre 1985   | In orbita         | |
| Cosmos 1698 | US-K   | 22 ottobre 1985 20:24      | Molnija-M/2BL | Cosmodromo di Plesetsk - sito 43/4   | HEO 3          | Agosto 1986      | In orbita         | |
| Cosmos 1701 | US-K   | 9 novembre 1985 08:25      | Molnija-M/2BL | Cosmodromo di Plesetsk - sito 41/1   | HEO 8          | Novembre 1987    | 11 maggio 2001    | |
| Cosmos 1729 | US-K   | 1 febbraio 1986 18:11:56   | Molnija-M/2BL | Cosmodromo di Plesetsk - sito 16/2   | HEO 5          | Maggio 1988      | In orbita         | |
| Cosmos 1761 | US-K   | 5 luglio 1986 01:16:47     | Molnija-M/2BL | Cosmodromo di Plesetsk - sito 43/4   | HEO 3          | Ottobre 1988     | In orbita         | |
| Cosmos 1774 | US-K   | 28 agosto 1986 08:02:43    | Molnija-M/2BL | Cosmodromo di Plesetsk - sito 16/2   | HEO 7          | Luglio 1988      | 2 novembre 2010   | |
| Cosmos 1783 | US-K   | 3 ottobre 1986 13:05:40    | Molnija-M/2BL | Cosmodromo di Plesetsk - sito 41/1   | HEO 1          | 3 ottobre 1986   | In orbita         | A causa di un malfunzionamento nell'accensione dell'ultimo stadio, il satellite fu immesso in'orbita terrestre bassa e non fu quindi mai utilizzabile. |
| Cosmos 1785 | US-K   | 15 ottobre 1986 09:29:18   | Molnija-M/2BL | Cosmodromo di Plesetsk - sito 41/1   | HEO 9          | Gennaio 1991     | 28 febbraio 2002  | |
| Cosmos 1793 | US-K   | 20 novembre 1986 12:09:20  | Molnija-M/2BL | Cosmodromo di Plesetsk - sito 16/2   | HEO 2          | Agosto 1991      | 15 maggio 2011    | |
| Cosmos 1806 | US-K   | 12 dicembre 1986 18:35:36  | Molnija-M/2BL | Cosmodromo di Plesetsk - sito 43/4   | HEO 5          | Novembre 1988    | In orbita         | |
| Cosmos 1849 | US-K   | 4 giugno 1987 18:50:23     | Molnija-M/2BL | Cosmodromo di Plesetsk - sito 16/2   | HEO 1          | Maggio 1990      | 3 febbraio 2003   | |
| Cosmos 1851 | US-K   | 12 giugno 1987 07:40:28    | Molnija-M/2BL | Cosmodromo di Plesetsk - sito 43/4   | HEO 6          | Novembre 1989    | In orbita         | |
| Cosmos 1894 | US-KS  | 28 ottobre 1987 15:15:00   | Proton-K/DM-2 | Cosmodromo di Bajkonur 200/40        | GEO 1          | Dicembre 1991    | In orbita         | |
| Cosmos 1903 | US-K   | 21 dicembre 1987 22:35:42  | Molnija-M/2BL | Cosmodromo di Plesetsk - sito 41/1   | HEO 8          | Novembre 1992    | In orbita         | |
| Cosmos 1922 | US-K   | 26 febbraio 1988 09:39:12  | Molnija-M/2BL | Cosmodromo di Plesetsk - sito 41/1   | HEO 5          | Luglio 1990      | In orbita         | |
| Cosmos 1966 | US-K   | 30 agosto 1988 14:14:54    | Molnija-M/2BL | Cosmodromo di Plesetsk - sito 16/2   | HEO 3          | Dicembre 1990    | 10 novembre 2005  | |
| Cosmos 1974 | US-K   | 3 ottobre 1988 22:23:39    | Molnija-M/2BL | Cosmodromo di Plesetsk - sito 41/1   | HEO 7          | Maggio 1993      | In orbita         | |
| Cosmos 1977 | US-K   | 25 ottobre 1988 18:02:31   | Molnija-M/2BL | Cosmodromo di Plesetsk - sito 41/1   | HEO 6          | Luglio 1990      | In orbita         | |
| Cosmos 2001 | US-K   | 14 febbraio 1989 04:21:11  | Molnija-M/2BL | Cosmodromo di Plesetsk - sito 43/3   | HEO 4          | Marzo 1993       | 22 settembre 2008 | |
| Cosmos 2050 | US-K   | 23 novembre 1989 20:35:44  | Molnija-M/2BL | Cosmodromo di Plesetsk - sito 16/2   | HEO 9          | Ottobre 1993     | In orbita         | |
| Cosmos 2063 | US-K   | 27 marzo 1990 16:40:08     | Molnija-M/2BL | Cosmodromo di Plesetsk - sito 43/3   | HEO 2          | Giugno 1995      | In orbita         | |
| Cosmos 2076 | US-K   | 28 aprile 1990 11:37:02    | Molnija-M/2BL | Cosmodromo di Plesetsk - sito 16/2   | HEO 1          | ottobre 1992     | In orbita         | |
| Cosmos 2084 | US-K   | 21 giugno 1990 20:45:52    | Molnija-M/2BL | Cosmodromo di Plesetsk - sito 43/3   | HEO 6          | 21 giugno 1990   | In orbita         | A causa di un malfunzionamento nell'accensione dello stadio Blok 2BL, il lanciò fallì e il satellite non arrivò mai in orbita.                         |
| Cosmos 2087 | US-K   | 25 luglio 1990 18:13:56    | Molnija-M/2BL | Cosmodromo di Plesetsk - sito 16/2   | HEO 6          | Gennaio 1992     | In orbita         | |
| Cosmos 2097 | US-K   | 28 agosto 1990 07:49:13    | Molnija-M/2BL | Cosmodromo di Plesetsk - sito 43/4   | HEO 3          | Aprile 1995      | In orbita         | |
| Cosmos 2105 | US-K   | 20 novembre 1990 02:33:14  | Molnija-M/2BL | Cosmodromo di Plesetsk - sito 16/2   | HEO 3          | Aprile 1993      | 21 gennaio 2008   | |
| Cosmos 2133 | US-KMO | 14 febbraio 1991 08:31:56  | Proton-K/DM-2 | Cosmodromo di Bajkonur - sito 200/39 | GEO 4, 3, 2, 1 | Novembre 1995    | in orbita         | |
| Cosmos 2155 | US-KS  | 13 settembre 1991 17:51:02 | Proton-K/DM-2 | Cosmodromo di Bajkonur - sito 81/23  | GEO 1          | Giugno 1992      | In orbita         | |
| Cosmos 2176 | US-K   | 24 gennaio 1992 01:18:01   | Molnija-M/2BL | Cosmodromo di Plesetsk - sito 43/3   | HEO 6          | Aprile 1996      | 17 gennaio 2012   | |
| Cosmos 2196 | US-K   | 8 luglio 1992 09:53:14     | Molnija-M/2BL | Cosmodromo di Plesetsk - sito 43/3   | HEO 5          | Giugno 1994      | In orbita         | |
| Cosmos 2209 | US-KS  | 10 settembre 1992 18:01:18 | Proton-K/DM-2 | Cosmodromo di Bajkonur - sito 81/23  | GEO 1          | Novembre 1996    | In orbita         | |
| Cosmos 2217 | US-K   | 21 ottobre 1992 10:21:22   | Molnija-M/2BL | Cosmodromo di Plesetsk - sito 16/2   | HEO 8          | Novembre 1996    | 6 novembre 2010   | |
| Cosmos 2222 | US-K   | 25 novembre 1992 12:18:54  | Molnija-M/2BL | Cosmodromo di Plesetsk - sito 43/3   | HEO 1          | Dicembre 1996    | In orbita         | |
| Cosmos 2224 | US-KMO | 17 dicembre 1992 12:45:00  | Proton-K/DM-2 | Cosmodromo di Bajkonur - sito 200/39 | GEO 2, 1 & 2   | Giugno 1999      | In orbita         | |
| Cosmos 2232 | US-K   | 26 gennaio 1993 15:55:26   | Molnija-M/2BL | Cosmodromo di Plesetsk - sito 16/2   | HEO 4          | Giugno 1998      | In orbita         | |
| Cosmos 2241 | US-K   | 6 aprile 1993 19:07:27     | Molnija-M/2BL | Cosmodromo di Plesetsk - sito 43/4   | HEO 7          | Gennaio 1997     | In orbita         | |
| Cosmos 2261 | US-K   | 10 agosto 1993 14:53:45    | Molnija-M/2BL | Cosmodromo di Plesetsk - sito 16/2   | HEO 1          | Marzo 1998       | In orbita         | |
| Cosmos 2282 | US-KMO | 6 luglio 1994 23:58:51     | Proton-K/DM-2 | Cosmodromo di Bajkonur - sito 81/23  | HEO 9          | Dicembre 1995    | In orbita         | |
| Cosmos 2286 | US-K   | 5 agosto 1994 01:12:21     | Molnija-M/2BL | Cosmodromo di Plesetsk - sito 16/2   | HEO 5          | Marzo 1998       | In orbita         | |
| Cosmos 2312 | US-K   | 24 maggio 1995 20:10:09    | Molnija-M/2BL | Cosmodromo di Plesetsk - sito 16/2   | HEO 2          | Dicembre 1997    | In orbita         | |
| Cosmos 2340 | US-K   | 9 aprile 1997 08:58:44     | Molnija-M/2BL | Cosmodromo di Plesetsk - sito 16/2   | HEO 8          | Maggio 2001      | In orbita         | |
| Cosmos 2342 | US-K   | 14 maggio 1997 00:33:57    | Molnija-M/2BL | Cosmodromo di Plesetsk - sito 43/4   | HEO 6          | Maggio 2001      | In orbita         | |
| Cosmos 2345 | US-KS  | 24 agosto 1997 20:49:14    | Proton-K/DM-2 | Cosmodromo di Bajkonur - sito 200/39 | GEO 1          | Febbraio 1999    | In orbita         | |
| Cosmos 2350 | US-KMO | 29 aprile 1998 04:36:54    | Proton-K/DM-2 | Cosmodromo di Bajkonur - sito 200/39 | GEO 4          | Giugno 1998      | In orbita         | |
| Cosmos 2351 | US-K   | 7 maggio 1998 08:53:22     | Molnija-M/2BL | Cosmodromo di Plesetsk - sito 16/2   | HEO 1          | maggio 2001      | In orbita         | |
| Cosmos 2368 | US-K   | 27 dicembre 1999 19:12:44  | Molnija-M/2BL | Cosmodromo di Plesetsk - sito 16/2   | HEO 3          | Sconosciuta      | In orbita         | |
| Cosmos 2379 | US-KMO | 24 agosto 2001 20:35       | Proton-K/DM-2 | Cosmodromo di Bajkonur - sito 81/24  | GEO 4, 1 & 2   | Ottobre 2009     | In orbita         | |
| Cosmos 2388 | US-K   | 1 aprile 2002 22:06:45     | Molnija-M/2BL | Cosmodromo di Plesetsk - sito 16/2   |                | Novembre 2006    | 14 settembre 2011 | |
| Cosmos 2393 | US-K   | 24 dicembre 2002 12:20:13  | Molnija-M/2BL | Cosmodromo di Plesetsk - sito 16/2   |                | Marzo 2007       | In orbita         | |
| Cosmos 2397 | US-KMO | 24 aprile 2003 04:23:17    | Proton-K/DM-2 | Cosmodromo di Bajkonur - sito 81/24  |                | Giugno 2003      | In orbita         | |
| Cosmos 2422 | US-K   | 21 luglio 2006 04:20:03    | Molnija-M/2BL | Cosmodromo di Plesetsk - sito 16/2   |                | Sconosciuta      | 22 novembre 2019  | |
| Cosmos 2430 | US-K   | 23 ottobre 2007 04:39      | Molnija-M/2BL | Cosmodromo di Plesetsk - sito 16/2   |                | Maggio 2012      | 5 gennaio 2019    | |
| Cosmos 2440 | US-KMO | 26 giugno 2008 23:59:43    | Proton-K/DM-2 | Cosmodromo di Bajkonur - sito 81/24  | GEO 4          | Febbraio 2010    | In orbita         | |
| Cosmos 2446 | US-K   | 2 dicembre 2008 05:00      | Molnija-M/2BL | Cosmodromo di Plesetsk - sito 16/2   |                | Attivo           | In orbita         | |
| Cosmos 2469 | US-K   | 30 settembre 2010 17:01:15 | Molnija-M/2BL | Cosmodromo di Plesetsk - sito 16/2   |                | Attivo           | In orbita         | Ultimo volo del Molnija-M. |
| Cosmos 2479 | US-KMO | 30 marzo 2012 05:49        | Proton-K/DM-2 | Cosmodromo di Bajkonur - 81/24       | GEO 4          | Aprile 2014      | In orbita         | Ultimo volo del Proton-K. |